# Panaphelix
Panaphelix is een geslacht van vlinders van de familie bladrollers (Tortricidae), uit de onderfamilie Tortricinae.

## Soorten
- P. asteliana Swezey, 1932
- P. marmorata Walsingham, 1907